# Noriko Mizoguchi
Noriko Mizoguchi (jap. 溝口 紀子 Mizoguchi Noriko; ur. 23 lipca 1971 w Iwacie) – japońska judoczka. Dwukrotna olimpijka. Srebrna medalistka z Barcelony 1992 i dziewiąta w Atlancie 1996. Walczyła w wadze półlekkiej i lekkiej.
Uczestniczka mistrzostw świata w 1989 i 1995. Startowała w Pucharze Świata w latach 1989, 1993, 1995–1997. Brązowa medalistka mistrzostw Azji w 1988, a także igrzysk Azji Wschodniej w 1993 roku.

## Letnie Igrzyska Olimpijskie 1992
| Konkurencja | Eliminacje             | Eliminacje          | Eliminacje                | Finały              | Finały                 | Klas. końcowa |
| Konkurencja | Przeciwnik I           | Przeciwnik II       | Przeciwnik III            | Połfinał            | Finał                  | Miejsce       |
| ----------- | ---------------------- | ------------------- | ------------------------- | ------------------- | ---------------------- | ------------- |
| 52 kg       | Lisa Boscarino (PUR) Z | Kim Eun-hui (KOR) Z | Alessandra Giungi (ITA) Z | Jessica Gal (NED) Z | Almudena Muñoz (ESP) P | 2.            |

## Letnie Igrzyska Olimpijskie 1996
| Konkurencja | Eliminacje           | Eliminacje                  | Eliminacje            | Repasaże                | Klas. końcowa |
| Konkurencja | Przeciwnik I         | Przeciwnik II               | Przeciwnik III        | Przeciwnik I            | Miejsce       |
| ----------- | -------------------- | --------------------------- | --------------------- | ----------------------- | ------------- |
| 56 kg       | Ursula Myrén (SWE) Z | Marie-Josée Morneau (CAN) Z | Jung Sun-yong (KOR) P | Marisabel Lomba (BEL) P | 9.            |